# إدي آلدرسن
إدي آلدرسن (بالإنجليزية: Eddie Alderson)‏ ممثل أمريكي ولد في 27 أكتوبر 1994 في مقاطعة ميلووكي باكس، بنسلفانيا، الولايات المتحدة الأمريكية بدأ مشواره الفني في عام 2001 .

## روابط خارجية
- إدي آلدرسن على موقع IMDb (الإنجليزية)
- إدي آلدرسن على موقع ألو سيني (الفرنسية)
- إدي آلدرسن على موقع أول موفي (الإنجليزية)
- إدي آلدرسن على موقع قاعدة بيانات الأفلام السويدية (السويدية)
- إدي آلدرسن على موقع قاعدة بيانات الفيلم (الإنجليزية)
- إدي آلدرسن على موقع كينوبويسك (الروسية)